# Бочаров Станіслав Дмитрович
Станіслав Дмитрович Бочаров (рос. Станислав Дмитриевич Бочаров; 20 червня 1991, м. Хабаровськ, СРСР) — російський хокеїст, лівий нападник. Виступає за «Лада» (Тольятті) у Континентальній хокейній лізі. 
Вихованець хокейної школи «Ак Барс» (Казань). Виступав за «Ак Барс-2» (Казань), «Ак Барс» (Казань), «Нафтовик» (Альметьєвськ), «Барс» (Казань), «Югра» (Ханти-Мансійськ), «Мамонти Югри» (МХЛ), «Лада» (Тольятті), «Адмірал» (Владивосток). 
У чемпіонатах КХЛ — 145 матчів (20+17), у плей-оф — 8 матчів (0+0).
У складі молодіжної збірної Росії учасник чемпіонату світу 2011.
Досягнення
- Переможець молодіжного чемпіонату світу (2011).